# Dreiband-Europameisterschaft der Junioren 2017

Logo CEB (ausrichtender Verband)

Die Dreiband-Europameisterschaft der Junioren 2017 war ein Turnier in der Karambolagedisziplin Dreiband und fand vom 28. bis 30. April in Brandenburg an der Havel statt.

## Modus
Gespielt wurde mit 16 Teilnehmern in vier Gruppen à vier Spielern im Round-Robin-Modus. Die beiden Gruppenbesten qualifizierten sich für das Viertelfinale.
Gespielt wurde in der Gruppenphase bis 25 Punkte oder 50 Aufnahmen und in der KO-Runde bis 30 Punkte oder 50 Aufnahmen. Da auch in der KO-Runde mit Nachstoß gespielt wurde, gab es eine Verlängerung bis 3 Punkte bis zur Entscheidung.

## Qualifikation

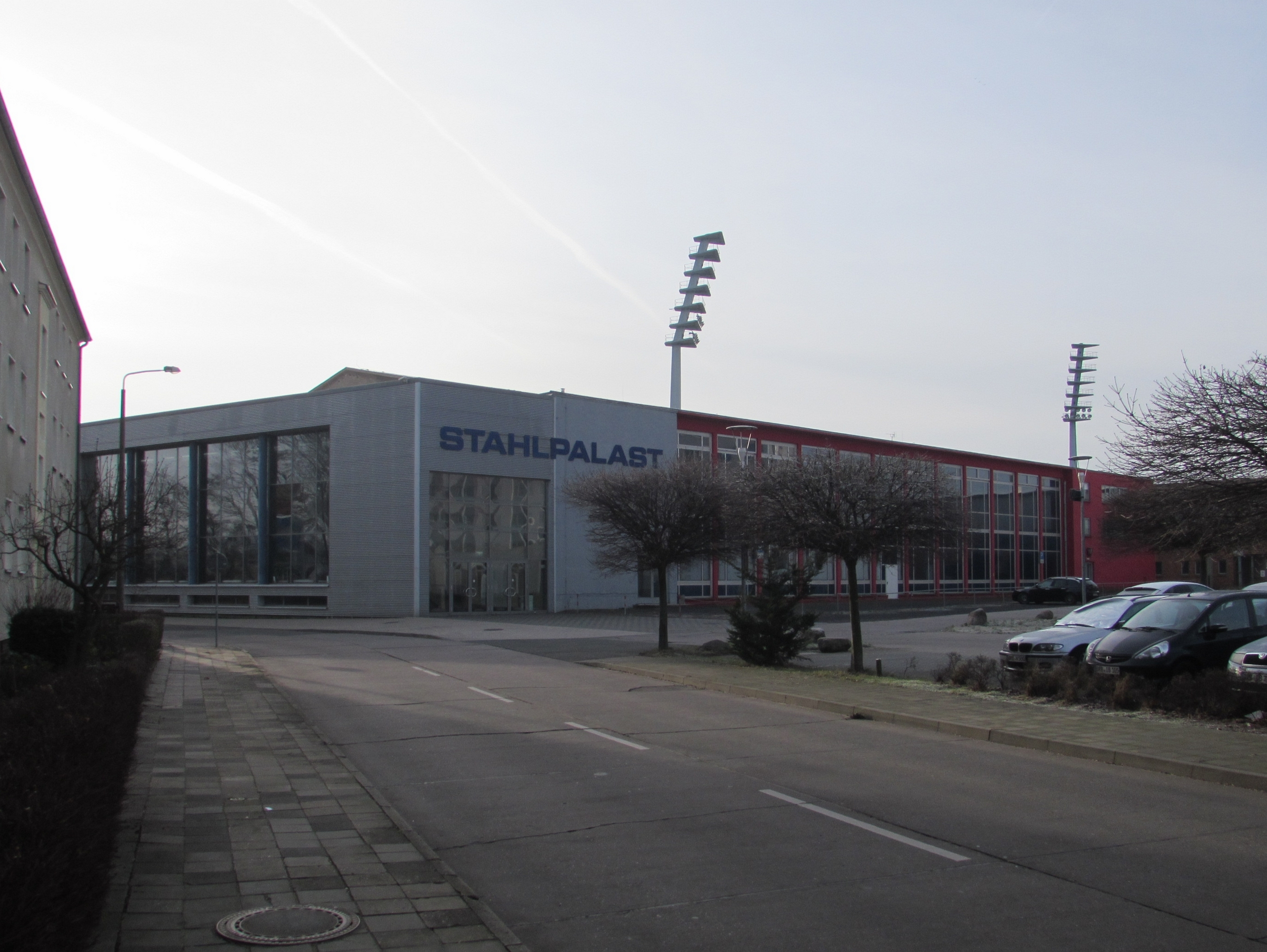
Außenansicht des Stahlpalastes

| Abschlusstabelle Gruppe A | Abschlusstabelle Gruppe A | Abschlusstabelle Gruppe A | Abschlusstabelle Gruppe A | Abschlusstabelle Gruppe A | Abschlusstabelle Gruppe A | Abschlusstabelle Gruppe A | Abschlusstabelle Gruppe A | Abschlusstabelle Gruppe A |
| Platz                     | Name                      | MP                        | Pkte                      | Aufn.                     | GD                        | BED                       | HS                        |                           |
| ------------------------- | ------------------------- | ------------------------- | ------------------------- | ------------------------- | ------------------------- | ------------------------- | ------------------------- | ------------------------- |
| 1                         | Carlos Anguita            | 6:0                       | 75                        | 83                        | 0,903                     | 1,136                     | 6                         |                           |
| 2                         | Tobias Bouerdick          | 4:2                       | 71                        | 107                       | 0,663                     | 0,714                     | 4                         |                           |
| 3                         | Alessio D’Agata           | 2:4                       | 61                        | 96                        | 0,635                     | 0,694                     | 4                         |                           |
| 4                         | Niels Nielsen             | 0:6                       | 41                        | 98                        | 0,418                     | -                         | 3                         |                           |

| Abschlusstabelle Gruppe B | Abschlusstabelle Gruppe B | Abschlusstabelle Gruppe B | Abschlusstabelle Gruppe B | Abschlusstabelle Gruppe B | Abschlusstabelle Gruppe B | Abschlusstabelle Gruppe B | Abschlusstabelle Gruppe B | Abschlusstabelle Gruppe B |
| Platz                     | Name                      | MP                        | Pkte                      | Aufn.                     | GD                        | BED                       | HS                        |                           |
| ------------------------- | ------------------------- | ------------------------- | ------------------------- | ------------------------- | ------------------------- | ------------------------- | ------------------------- | ------------------------- |
| 1                         | Adrien Tachoire           | 6:0                       | 75                        | 97                        | 0,773                     | 0,883                     | 6                         |                           |
| 2                         | Mario Mercader            | 4:2                       | 67                        | 97                        | 0,690                     | 0,757                     | 3                         |                           |
| 3                         | Hayrettin Kaan Ermiş      | 2:4                       | 57                        | 89                        | 0,640                     | 0,961                     | 4                         |                           |
| 4                         | Saud Muhovic              | 0:6                       | 35                        | 95                        | 0,368                     | -                         | 3                         |                           |

| Abschlusstabelle Gruppe C | Abschlusstabelle Gruppe C | Abschlusstabelle Gruppe C | Abschlusstabelle Gruppe C | Abschlusstabelle Gruppe C | Abschlusstabelle Gruppe C | Abschlusstabelle Gruppe C | Abschlusstabelle Gruppe C | Abschlusstabelle Gruppe C |
| Platz                     | Name                      | MP                        | Pkte                      | Aufn.                     | GD                        | BED                       | HS                        |                           |
| ------------------------- | ------------------------- | ------------------------- | ------------------------- | ------------------------- | ------------------------- | ------------------------- | ------------------------- | ------------------------- |
| 1                         | Tom Löwe                  | 6:0                       | 75                        | 63                        | 1,190                     | 1,388                     | 5                         |                           |
| 2                         | Joey de Kok               | 4:2                       | 67                        | 93                        | 0,720                     | 0,862                     | 5                         |                           |
| 3                         | Milan Ettel               | 2:4                       | 58                        | 102                       | 0,568                     | 0,500                     | 8                         |                           |
| 4                         | Alex Tremoulis            | 0:6                       | 44                        | 110                       | 0,400                     | -                         | 5                         |                           |

| Abschlusstabelle Gruppe D | Abschlusstabelle Gruppe D | Abschlusstabelle Gruppe D | Abschlusstabelle Gruppe D | Abschlusstabelle Gruppe D | Abschlusstabelle Gruppe D | Abschlusstabelle Gruppe D | Abschlusstabelle Gruppe D | Abschlusstabelle Gruppe D |
| Platz                     | Name                      | MP                        | Pkte                      | Aufn.                     | GD                        | BED                       | HS                        |                           |
| ------------------------- | ------------------------- | ------------------------- | ------------------------- | ------------------------- | ------------------------- | ------------------------- | ------------------------- | ------------------------- |
| 1                         | Jean Haby                 | 6:0                       | 75                        | 94                        | 0,797                     | 1,000                     | 9                         |                           |
| 2                         | Arda Güngör               | 2:4                       | 71                        | 108                       | 0,657                     | 0,781                     | 7                         |                           |
| 3                         | Dylan Parent              | 2:4                       | 55                        | 93                        | 0,591                     | 0,641                     | 5                         |                           |
| 4                         | Nikolaus Kogelbauer       | 2:4                       | 52                        | 93                        | 0,559                     | 0,862                     | 6                         |                           |

## Endrunde
|  | Viertelfinale Spiel bis 30 Punkte | Viertelfinale Spiel bis 30 Punkte | Viertelfinale Spiel bis 30 Punkte | Viertelfinale Spiel bis 30 Punkte | Viertelfinale Spiel bis 30 Punkte | Viertelfinale Spiel bis 30 Punkte |                 |                  | Halbfinale Spiel bis 30 Punkte | Halbfinale Spiel bis 30 Punkte | Halbfinale Spiel bis 30 Punkte | Halbfinale Spiel bis 30 Punkte | Halbfinale Spiel bis 30 Punkte | Halbfinale Spiel bis 30 Punkte |      |      | Finale Spiel bis 30 Punkte | Finale Spiel bis 30 Punkte | Finale Spiel bis 30 Punkte | Finale Spiel bis 30 Punkte | Finale Spiel bis 30 Punkte | Finale Spiel bis 30 Punkte |
|  |                                   |                                   |                                   |                                   |                                   |                                   |                 |                  |                                |                                |                                |                                |                                |                                |      |      |                            |                            |                            |                            |                            |                            |
|  |                                   | MP                                | Pkt.                              | Auf.                              | ED                                | HS                                |                 |                  |                                |                                |                                |                                |                                |                                |      |      |                            |                            |                            |                            |                            |                            |
|  |                                   | MP                                | Pkt.                              | Auf.                              | ED                                | HS                                |                 |                  |                                |                                |                                |                                |                                |                                |      |      |                            |                            |                            |                            |                            |                            |
|  | Tom Löwe                          | 0                                 | 24                                | 43                                | 0,558                             | 3                                 |                 |                  |                                |                                |                                |                                |                                |                                |      |      |                            |                            |                            |                            |                            |                            |
|  | Tom Löwe                          | 0                                 | 24                                | 43                                | 0,558                             | 3                                 |                 | MP               | Pkt.                           | Auf.                           | ED                             | HS                             |                                |                                |      |      |                            |                            |                            |                            |                            |                            |
|  | Mario Mercader                    | 2                                 | 30                                | 43                                | 0,697                             | 5                                 |                 | MP               | Pkt.                           | Auf.                           | ED                             | HS                             |                                |                                |      |      |                            |                            |                            |                            |                            |                            |
|  | Mario Mercader                    | 2                                 | 30                                | 43                                | 0,697                             | 5                                 | Mario Mercader  | 0                | 20                             | 31                             | 0,645                          | 4                              |                                |                                |      |      |                            |                            |                            |                            |                            |                            |
|  |                                   | MP                                | Pkt.                              | Auf.                              | ED                                | HS                                | Mario Mercader  | 0                | 20                             | 31                             | 0,645                          | 4                              |                                |                                |      |      |                            |                            |                            |                            |                            |                            |
|  |                                   | MP                                | Pkt.                              | Auf.                              | ED                                | HS                                |                 | Carlos Anguita   | 2                              | 30                             | 31                             | 0,967                          | 5                              |                                |      |      |                            |                            |                            |                            |                            |                            |
|  | Carlos Anguita                    | 2                                 | 30                                | 24                                | 1,250                             | 6                                 |                 | Carlos Anguita   | 2                              | 30                             | 31                             | 0,967                          | 5                              |                                |      |      |                            |                            |                            |                            |                            |                            |
|  | Carlos Anguita                    | 2                                 | 30                                | 24                                | 1,250                             | 6                                 |                 |                  |                                |                                |                                |                                |                                | MP                             | Pkt. | Auf. | ED                         | HS                         |                            |                            |                            |                            |
|  | Arda Güngör                       | 0                                 | 21                                | 24                                | 0,875                             | 4                                 |                 |                  |                                |                                |                                |                                |                                | MP                             | Pkt. | Auf. | ED                         | HS                         |                            |                            |                            |                            |
|  | Arda Güngör                       | 0                                 | 21                                | 24                                | 0,875                             | 4                                 | Carlos Anguita  | 2                | 30                             | 23                             | 1,304                          | 5                              |                                |                                |      |      |                            |                            |                            |                            |                            |                            |
|  |                                   | MP                                | Pkt.                              | Auf.                              | ED                                | HS                                | Carlos Anguita  | 2                | 30                             | 23                             | 1,304                          | 5                              |                                |                                |      |      |                            |                            |                            |                            |                            |                            |
|  |                                   | MP                                | Pkt.                              | Auf.                              | ED                                | HS                                |                 | Adrien Tachoire  | 0                              | 18                             | 23                             | 0,782                          | 5                              |                                |      |      |                            |                            |                            |                            |                            |                            |
|  | Adrien Tachoire                   | 2                                 | 30                                | 26                                | 1,153                             | 6                                 |                 | Adrien Tachoire  | 0                              | 18                             | 23                             | 0,782                          | 5                              |                                |      |      |                            |                            |                            |                            |                            |                            |
|  | Adrien Tachoire                   | 2                                 | 30                                | 26                                | 1,153                             | 6                                 |                 | MP               | Pkt.                           | Auf.                           | ED                             | HS                             |                                |                                |      |      |                            |                            |                            |                            |                            |                            |
|  | Joey de Kok                       | 0                                 | 18                                | 26                                | 0,692                             | 3                                 |                 | MP               | Pkt.                           | Auf.                           | ED                             | HS                             |                                |                                |      |      |                            |                            |                            |                            |                            |                            |
|  | Joey de Kok                       | 0                                 | 18                                | 26                                | 0,692                             | 3                                 | Adrien Tachoire | 2                | 30                             | 24                             | 1,250                          | 7                              |                                |                                |      |      |                            |                            |                            |                            |                            |                            |
|  |                                   | MP                                | Pkt.                              | Auf.                              | ED                                | HS                                | Adrien Tachoire | 2                | 30                             | 24                             | 1,250                          | 7                              |                                |                                |      |      |                            |                            |                            |                            |                            |                            |
|  |                                   | MP                                | Pkt.                              | Auf.                              | ED                                | HS                                |                 | Tobias Bouerdick | 0                              | 22                             | 24                             | 0,916                          | 4                              |                                |      |      |                            |                            |                            |                            |                            |                            |
|  | Jean Haby                         | 0                                 | 30(0)                             | 39                                | 0,769                             | 4                                 |                 | Tobias Bouerdick | 0                              | 22                             | 24                             | 0,916                          | 4                              |                                |      |      |                            |                            |                            |                            |                            |                            |
|  | Jean Haby                         | 0                                 | 30(0)                             | 39                                | 0,769                             | 4                                 |                 |                  |                                |                                |                                |                                |                                |                                |      |      |                            |                            |                            |                            |                            |                            |
|  | Tobias Bouerdick                  | 2                                 | 30(1)                             | 39                                | 0,769                             | 5                                 |                 |                  |                                |                                |                                |                                |                                |                                |      |      |                            |                            |                            |                            |                            |                            |
|  | Tobias Bouerdick                  | 2                                 | 30(1)                             | 39                                | 0,769                             | 5                                 |                 |                  |                                |                                |                                |                                |                                |                                |      |      |                            |                            |                            |                            |                            |                            |

Quellen:

## Abschlusstabelle
| MP    | Match Points (Sieger = 2; Unentschieden = 1; Verlierer = 0) |
| Pkte. | Erzielte Karambolagen                                       |
| Aufn. | Benötigte Versuche                                          |
| GD    | Generaldurchschnitt                                         |
| BED   | Bester Einzeldurchschnitt eines Spielers                    |
| HS    | Höchstserie                                                 |
|       | Bester GD des Turniers                                      |
|       | Bester ED des Turniers                                      |
|       | Beste HS des Turniers                                       |
|       | 1. Platz (Gold)                                             |
|       | 2. Platz (Silber)                                           |
|       | 3. Platz (Bronze)                                           |

| Endklassement              | Endklassement | Endklassement        | Endklassement | Endklassement | Endklassement | Endklassement | Endklassement | Endklassement |
| Phase                      | Platz         | Name                 | MP            | Pkt.          | Aufn.         | GD            | BED           | HS            |
| -------------------------- | ------------- | -------------------- | ------------- | ------------- | ------------- | ------------- | ------------- | ------------- |
| Finale                     | 1             | Carlos Anguita       | 12:0          | 165           | 161           | 1,024         | 1,304         | 6             |
| Finale                     | 2             | Adrien Tachoire      | 10:2          | 153           | 170           | 0,900         | 1,250         | 7             |
| Halb- finale               | 3             | Tobias Bouerdick     | 6:4           | 123           | 170           | 0,723         | 0,769         | 5             |
| Halb- finale               | 3             | Mario Mercader       | 6:4           | 117           | 171           | 0,684         | 0,757         | 5             |
| Viertel- finale            | 5             | Tom Löwe             | 6:2           | 99            | 106           | 0,933         | 1,388         | 5             |
| Viertel- finale            | 6             | Jean Haby            | 6:2           | 105           | 133           | 0,789         | 1,000         | 9             |
| Viertel- finale            | 7             | Joey de Kok          | 4:4           | 85            | 119           | 0,714         | 0,862         | 5             |
| Viertel- finale            | 8             | Arda Güngör          | 2:6           | 92            | 132           | 0,696         | 0,781         | 7             |
| Gruppen- phase             | 9             | Hayrettin Kaan Ermiş | 2:4           | 57            | 89            | 0,640         | 0,961         | 4             |
| Gruppen- phase             | 10            | Alessio D’Agata      | 2:4           | 61            | 96            | 0,635         | 0,694         | 4             |
| Gruppen- phase             | 11            | Dylan Parent         | 2:4           | 55            | 93            | 0,591         | 0,641         | 5             |
| Gruppen- phase             | 12            | Milan Ettel          | 2:4           | 58            | 102           | 0,568         | 0,500         | 8             |
| Gruppen- phase             | 13            | Nikolaus Kogelbauer  | 2:4           | 52            | 93            | 0,559         | 0,862         | 6             |
| Gruppen- phase             | 14            | Niels Nielsen        | 0:6           | 41            | 98            | 0,418         | -             | 3             |
| Gruppen- phase             | 15            | Alex Tremoulis       | 0:6           | 44            | 110           | 0,400         | -             | 5             |
| Gruppen- phase             | 16            | Saud Muhovic         | 0:6           | 35            | 95            | 0,368         | -             | 3             |
| Turnierdurchschnitt: 0,692 |               |                      |               |               |               |               |               |               |